# Nicole Averkamp
Nicole Averkamp (* 20. Jahrhundert in Coesfeld) ist eine deutsche Schauspielerin und Hörspielsprecherin.

## Leben
Nicole Averkamp wuchs in Coesfeld auf.
Sie absolvierte ihre Schauspielausbildung bis zum Jahr 1983 an der Otto Falckenberg Schule in München. Als Bühnendarstellerin trat sie in zahlreichen Theaterstücken auf, wie beispielsweise in Iphigenie auf Tauris und The Rocky Horror Show. Sie hatte Theaterengagements an den Münchner Kammerspielen, am Staatstheater Darmstadt, am Theater Basel, am Theater Osnabrück, am Theater Dortmund oder am Nationaltheater Mannheim. Seit der Spielzeit 2011/12 ist sie als festes Ensemblemitglied am Theater und Orchester Heidelberg.
Seit Mitte der 1980er-Jahre ist Averkamp auch gelegentlich als Schauspielerin vor der Kamera in Filmen und in Fernsehserien zu sehen. Nebenbei ist sie auch als Hörspielsprecherin tätig.
Nicole Averkamp lebt in Heidelberg. Sie ist mit dem Schauspieler Mathias Herrmann verheiratet. Aus der Ehe gingen drei Kinder hervor, darunter die Regisseurin Sophie Averkamp.

## Filmografie (Auswahl)
- 1984: Revolution im Ballsaal
- 1987: Herz mit Löffel
- 1999: Ein Fall für zwei (Fernsehserie, 1 Folge)
- 2000: Die Kommissarin (Fernsehserie, 1 Folge)
- 2018: Hotel Heidelberg: Kinder, Kinder! (Fernsehreihe)